# Système monétaire
 (1er mars 2016).
Un système monétaire est un ensemble de règles et d'institutions visant à organiser la monnaie.
Un système monétaire est organisé autour de trois composantes essentielles :
- Une unité de compte : une unité de référence dans le temps, permettant d'effectuer la comptabilité

Par exemple, la zone euro a pour monnaie de compte l'euro et les centimes ou cents d'euro. La tenue des comptabilités dans l'unité de compte monétaire, l'Euro, est obligatoire dans la zone euro depuis 2002 pour les particuliers et les entreprises et depuis 1999 pour les marchés financiers.
- Un intermédiaire des échanges (ou de paiement, de règlement, de transaction) : la monnaie est un pouvoir d'achat généralisé, permettant d'échanger avec des tiers.

Par exemple, la monnaie fiduciaire de la zone euro est un des éléments de la monnaie de règlement ou de transaction. Elle est composée d'espèces métalliques et de billets.
- Une réserve de valeur : la rareté de la monnaie est un facteur nécessaire à tout système monétaire, soit par la régulation de l'émission monétaire (émission limitée), soit par l'élection d'une marchandise de valeur (exemple : l'or, l'argent, le blé…).

## Système monétaire de banque centrale
Les systèmes monétaires de banque centrale relèvent des États, et sont administrés dans le cadre de la politique économique intérieure par la banque centrale. Il existe également des systèmes supranationaux émis par une banque centrale, comme la zone euro.
La banque centrale est un monopole d'une administration publique qui a pour mission d'émettre la monnaie en fixant le prix du taux d'intérêt directeur.

## Système monétaire concurrentiel
Par opposition au système de banque centrale, le système monétaire concurrentiel de banque libre (Free banking) est un système comportant une pluralité d'émetteurs privés sur un marché libre, sans dépendance avec la banque centrale.
Les crypto-monnaies de type Bitcoin sont un exemple de système monétaire concurrentiel sans banque centrale.
Friedrich Hayek, prix Nobel d'économie, avait défendu un tel système dans son ouvrage « Pour une vraie concurrence des monnaies », publié en 1976.
Les marchandises telles que l'or ou l'argent sont des monnaies-marchandises concurrentielles qui s'échangent sur le marché et ne portant la marque d'aucun pays en particulier.

## Système monétaire d’étalon
Dans les systèmes monétaires d'étalon, un étalon est un modèle de mesure qui sert de point de référence, par exemple l'étalon-or. C'est une ancre nominale pour l'économie, servant de point de référence pour le système monétaire, permettant de limiter l'émission monétaire par rapport à l'étalon marchandise. En effet, dans le cadre d'un étalon monétaire, il s'agit d'une monnaie gagée sur une marchandise.